# Sepec
Sepec (nemško Truttendorf) je naselje v Občini Grabštanj v Okraju Celovec-dežela na Koroškem v Avstriji.